# 恩氏孝夫
恩氏 孝夫（おんし たかお、1965年7月28日 - ）は、茨城県出身のサッカー審判員。

## 来歴
1995年12月に1級審判員として登録され、2002年からはJ1リーグでも主審を務めるようになったが、ジャッジの質や技量に問題があり過ぎてトラブルを頻発させた結果、2003年から主審を務める場がJ1からJ2リーグに「降格」し、さらに2004年からはJ1、J2共に一切笛を吹けなくなっていた。さらに、Jリーグ担当カテゴリー降格後の全国高校サッカー選手権の第4審判にて4人目の交代を認めるという失態を犯してしまう。
その後は、2006年からはJ2リーグ戦の副審として復帰し、またJ1リーグにおいて第4の審判として登録されるようにもなったが、2009年9月2日付でJリーグの副審リストから外れている。
以降、Jリーグの担当には復帰していないが、JFLや、なでしこリーグで主審を務めている。

## 評価・エピソード
ジャッジの質や技量に関する問題点としては、
- 試合のスピードが少しでも上がると付いて行けなくなり、あべこべにジャッジをしたりカードを出してしまう
- ミスを選手に指摘されると逆上してイエロー・レッドカードを振りかざす

などが挙げられる。
Jリーグで主審を務めていた2003年までは、試合の「壊し屋」として選手・サポーターなど各方面から恐れられており、試合前のスタジアムで審判員紹介の際、恩氏の名前がアナウンスされると会場がどよめいたほどであった。